# Болдраж
Болдраж (словен. Boldraž) — поселення в общині Метлика, регіон Південно-Східна Словенія, Словенія.